# Sunil Chhetri
Sunil Chhetri, född 3 augusti 1984 i New Delhi, är en indisk fotbollsspelare. Han är av nepalisk etnicitet och spelar som anfallare för Bengaluru.
Chhetri började sin fotbollskarriär genom att spela för skollaget, och sedan för den lokala klubben, City Club. Sedan dess har han spelat för Mohun Bagan, East Bengal Club och JCT FC i I-League. I Mohun Bagan, gjorde han åtta mål på tre säsonger och klubben slutade på den nedre halvan av tabellen varje gång. De nästa tre säsongerna spelades för JCT Mills där han gjorde sammanlagt 20 mål varav 12 mål på en säsong där JCT slutade tvåa i ligan. Detta gjorde att han fick ligans "Årets spelare"-pris. Därefter spelade han för East Bengal och gjorde sju mål på en säsong där de slutade sexa. Inför säsongen 2009/2010 skrev han på ett tvåårskontrakt med Dempo SC.
På internationell nivå har Chhetri representerat Indien i Nehru Cup, Sydasiatiska mästerskapet i fotboll och AFC Challenge Cup. Han fick mycket uppmärksamhet i medierna efter ha gjort ett hat-trick i finalen av AFC Challenge Cup 2008 vilket ledde till ett misslyckat provspel hos den engelska fotbollsklubben Coventry City och spekulationer som förband honom med många europeiska och Nordamerikanska klubbar. Dessutom har Chhetri har fått många utmärkelser, bland annat priset för Årets spelare 2007 av All India Football Federation (AIFF).

## Tidigt liv
Sunil Chhetri föddes i New Delhi av sina föräldrar som är av nepalskt ursprung; KB Chhetri, en pensionerad arméofficer, och Sushila Chhetri, som tidigare spelade för Nepals damlandslag i fotboll. När han var liten spelade han fotboll för indiska skollag och erbjöds provspel av klubbar såsom Mohun Bagan. Under tiden han gick i Army Public School i Delhi, spelade han i fotbollsturnering för alla skolor i Indien. Han spelade sedan i de asiatiska skolmästerskapen i Kuala Lumpur, där han gjorde mål mot skolor från länder som Hongkong, Indonesien och Kina. Hans ungdomsidoler var Baichung Bhutia, Renedy Singh och den brasilianska fotbollsspelaren Ronaldo, han gillade även den spanska klubben FC Barcelona. Chhetri berättade att han aldrig trott att han skulle bli en professionell fotbollsspelare, "Jag hade inga planer på att bli en fotbollsspelare. Den enda anledningen jag tog upp det var att komma in på en bra högskola." Så om man spelar för ett indiskt lag bidrar det till att man stärker sina chanser att komma på ett bra college.

## Klubbkarriär
Efter börjar sin karriär för Delhi-baserade klubben City Club, flyttade Chhetri till Mohun Bagan och stannade där i tre säsonger. Under hans första säsong 2002/2003, gjorde han fyra mål där Mohun Bagan slutade på sjunde plats. Under nästa säsong gjorde Chhetri bara två mål varav dessa kom mot SC Goa och bottenplacerade Indian Bank och Mohun Bagan slutade återigen på den nedre halvan av tabellen, denna gång på nionde plats. Chhetri gjorde återigen två mål säsongen 2004/2005, fast denna gång slutade Mohun Bagan på åttonde plats i ligan och blev kvar på målskillnad i ligan. I Santosh Trophy, där han spelade för Delhi, lyckats han göra tre mål.

### JCT FC
Därefter flyttade han till JCT FC (då kallad JCT Mills) inför säsongen 2005/2006. Den säsongen gjorde Chhetri två mål i alla tävlingar, en mot Salgaocar och den andra mot SC Goa, och JCT slutade sexa i ligan. Efter sin match mot den brasilianska klubben São Paulo i Super Soccer Series 2007, gjordes det jämförelser mellan han och en annan indisk anfallare vid namn Baichung Bhutia. Han gjorde även två hat-tricks för Delhi i gruppspelet i den 61:a Santosh Trophy mot Orissa och Railways, dock åkte Delhi ut i kvartsfinalen.
"Jag har spelat så mycket i Delhi. Det är en fantastisk känsla att ha vunnit samma pris som flera legender tidigare vunnit."
I slutet av säsongen 2006/2007 (det sista NFL innan det blev I-League), fick Chhetri priset som "Årets spelare" samt bästa anfallare. Han gjorde sammanlagt 12 mål i ligan och JCT kom tvåa efter Dempo SC. Av de 12 målen han gjorde kom bland annat två mål i 2–0-vinsten mot Mohun Bagan och två till mål i 3–2-vinsten mot Dempo SC. I den första säsongen av I-League gjorde Chhetri sex mål och JCT FC slutade på tredje plats i ligan. Den säsongen gjorde han bara två mål i en och samma match mot Salgaocar i den sista matchen av säsongen. Han valdes som AIFF Player of the Year 2007 för hans utmärkta prestationer i klubblaget och landslaget. I oktober 2008 spekulerades det om att Estoril Praia i den näst högsta portugisiska divisionen, Liga de Honra, och Leeds United i League One i England var intresserade av att få honom från JCT. Trots att han inte hade kommit överens med Leeds om ett avtal än, sade Chhetri i en intervju att "Ingenting har bekräftats ännu, men jag tror att jag är nära att komma dit," dock kom det aldrig något erbjudande och han flyttade istället till East Bengal Club.

### East Bengal
"Naturligtvis skulle jag älska att spela i Europa som David Villa, men det beror på var jag får ett erbjudande från. England skulle säkert bli bra, jag har haft samtal men personer i England om arbetstillstånds begränsningarna."
Inför säsongen 2008/2009, skrev han på för East Bengal Club. I sin debut mot Chirag United den 26 september 2008 gjorde han mål i den 28:e matchminuten och vann priset som matchens spelare. Chhetri gjorde det avgörande målet i en 1–0-vinst mot sin gamla klubb JCT FC som betydde att East Bengal kom till semifinal i den 30:e upplagan av Federation Cup. I semifinalen mot ärkerivalerna Mohun Bagan, var det mycket annorlunda för Chhetri som missade den avgörande straffen i straffläggningen, vilket gjorde att East Bengal slogs ut ur turneringen. Många reportrar på olika tidningar hävdade att ett fåtal MLS-klubbar, däribland Los Angeles Galaxy och D.C. United, var intresserade av att köpa den indiska anfallaren och hans lagkompis Steven Dias. Den 25 januari 2009, kom han till England för att provspela med Coventry City, och förkastade avtalet från MLS-klubbarna. Coventry Citys tränare Chris Coleman berättade fyra dagar senare att de inte var intresserade att köpa han. Ungefär fyra månader senare, den 20 maj 2009, sade Chhetri att han skulle åka och provspela med Coventry City igen på en försöksperiod på 15 dagar i juni 2009. Han avslutade säsongen med sju mål och vilket bidrog till East Bengals sjätte plats i ligan.

### Dempo SC
Efter att ha släppt av East Bengal, skrev Chhetri på ett tvåårigt kontrakt med Dempo SC den 22 maj 2009, dock är han fortfarande tillåten att provspela för andra klubbar utomlands när han vill.
Den 7 augusti 2009, förknippades den skotska klubben Celtic FC ihop med Chhetri, om att de skulle värva honom. Celtics scouter tittade på honom under matchen med den spanska division 3-klubben FC Santboià. Spelarens agent sade "Jag väntar på att Celtics omdöme om Chhetri, som kollade på honom i måndags av chefsscouten och en annan scout som även kom för att titta på matchen (mot Santboia) Jag meddelar dig om resultatet när jag vet."

## Landslagskarriär
Sunil Chhetri valde att representera Indien, men kunde även ha valt att spela för Nepal då hans föräldrar är därifrån. Han gjorde sin debut för det indiska landslaget i SAF Games 2004 i Pakistan. Han gjorde sitt första mål i landslaget mot Pakistan den 12 juni 2005.
Chhetris första internationella turnering var Nehru Cup 2007. I öppningsmatchen vann Indien mot Kambodja med 6–0, där Chhetri gjorde två av målen. Han gjorde även ett mål i 2–3-förlusten mot Syrien och ett i 3–0-vinsten över Kirgizistan vilket betydde att han gjorde sammanlagt fyra mål i turneringen. I finalen vann Indien mot Syrien med 1–0, vilket betydde att de vann för första gången i turneringen sedan 1997. Chhetri var inblandad i framspelet till NP Pradeeps avgörande mål. Senare under 2007, inledde Indien sina kvalmatcher till Världsmästerskapet i fotboll 2010. De förlorade sin match i den första omgången mot Libanon, där Chhetri gjorde ett mål i bortamatchen som slutade med en 4–1-förlust och ett i hemmamatchen som slutade 2–2, vilket slutade med en sammanlagd 6–3-förlust.
I SAFF-mästerskapet 2008 vann Indien alla tre matcherna i gruppspelet. I öppningsmatchen gjorde de ett mål och vann med 4–0 över Nepal. Hans enda andra mål i mästerskapet kom i 2–1-segern i semifinalen mot Bhutan, där han kvitterade matchen innan Gouramangi Singh gjorde Indiens andra mål, vilket betydde att Indien gick till final. I finalen spelade Chhetri hela matchen, dock utan att göra något mål vilket ledde till att Indien förlorade med 1–0 mot Maldiverna. Senare samma år, i AFC Challenge Cup 2008 spelade Chhetri i alla matcherna och gjorde fyra mål. I 1–0-vinsten över Afghanistan, var han inblandad i framspelet till Climax Lawrences mål. Han spelade även hela matchen mot Tadzjikistan som slutade 1–1 och Turkmenistan som slutade med 2–1-vinst för Indien. I semifinalen mot Burma gjorde Chhetri det enda målet i en 1–0-vinst, efter att ha blivit framspelad av Baichung Bhutia vilket betydde att Indien blev klara för finalen. I finalen mot Tadzjikistan gjorde Chhetri ett hat-trick, vilket inte bara hjälpte Indien att vinna cupen utan gjorde också att de automatiskt blev kvalificerade till Asiatiska mästerskapet 2011. Det var första gången de blivit kvalificerade till turneringen på 24 år. Han blev först avblåst för offside av domaren Valentin Kovalenko, dock ändrade han sitt beslut efter att ha frågat den assisterande domaren om vad han såg. Hundratals fans väntade utanför arena för att hylla honom. Indiens tränare Bob Houghton sade efter matchen såhär om Chhetri: "Han är anmärkningsvärd, modig och ärlig. Han aldrig ger upp."

### Landslagsmål
| Nr | Datum            | Arena                                                | Motståndare      | Mål | Resultat | Tävling                                 |
| -- | ---------------- | ---------------------------------------------------- | ---------------- | --- | -------- | --------------------------------------- |
| 1  | 12 juni 2005     | Ayub Stadium, Quetta, Pakistan                       | Pakistan         | 1–0 | 1–1      | Vänskapsmatch                           |
| 2  | 17 augusti 2007  | Ambedkar Stadium, Delhi, Indien                      | Kambodja         | 4–0 | 6–0      | Nehru Cup 2007                          |
| 3  | 17 augusti 2007  | Ambedkar Stadium, Delhi, Indien                      | Kambodja         | 5–0 | 6–0      | Nehru Cup 2007                          |
| 4  | 23 augusti 2007  | Ambedkar Stadium, Delhi, Indien                      | Syrien           | 1–0 | 2–3      | Nehru Cup 2007                          |
| 5  | 26 augusti 2007  | Ambedkar Stadium, Delhi, Indien                      | Kirgizistan      | 2–0 | 3–0      | Nehru Cup 2007                          |
| 6  | 8 oktober 2007   | Saida International Stadium, Saida, Libanon          | Libanon          | 1–0 | 1–4      | Kval till VM 2010                       |
| 7  | 30 oktober 2007  | Fatorda Stadium, Goa, Indien                         | Libanon          | 1–0 | 2–2      | Kval till VM 2010                       |
| 8  | 24 maj 2008      | Fatorda Stadium, Goa, Indien                         | Kinesiska Taipei | 2–0 | 3–0      | Vänskapsmatch                           |
| 9  | 24 maj 2008      | Fatorda Stadium, Goa, Indien                         | Kinesiska Taipei | 3–0 | 3–0      | Vänskapsmatch                           |
| 10 | 3 juni 2008      | Rasmee Dhandu Stadium, Malé, Maldiverna              | Nepal            | 3–0 | 4–0      | SAFF-mästerskapet 2008                  |
| 11 | 11 juni 2008     | Rasmee Dhandu Stadium, Malé, Maldiverna              | Bhutan           | 1–1 | 2–1      | SAFF-mästerskapet 2008                  |
| 12 | 7 augusti 2008   | Gachibowli Athletic Stadium, Hyderabad               | Myanmar          | 1–0 | 1–0      | AFC Challenge Cup 2008                  |
| 13 | 13 augusti 2008  | Ambedkar Stadium, Delhi, Indien                      | Tadzjikistan     | 1–0 | 4–1      | AFC Challenge Cup 2008                  |
| 14 | 13 augusti 2008  | Ambedkar Stadium, Delhi, Indien                      | Tadzjikistan     | 3–0 | 4–1      | AFC Challenge Cup 2008                  |
| 15 | 13 augusti 2008  | Ambedkar Stadium, Delhi, Indien                      | Tadzjikistan     | 4–1 | 4–1      | AFC Challenge Cup 2008                  |
| 16 | 23 augusti 2009  | Ambedkar Stadium, Delhi, Indien                      | Kirgizistan      | 2–0 | 2–1      | Nehru Cup 2009                          |
| 17 | 8 oktober 2010   | Shree Shiv Chhatrapati Sports Complex, Pune, Indien  | Vietnam          | 1–0 | 3–1      | Vänskapsmatch                           |
| 18 | 8 oktober 2010   | Shree Shiv Chhatrapati Sports Complex, Pune, Indien  | Vietnam          | 2–0 | 3–1      | Vänskapsmatch                           |
| 19 | 8 oktober 2010   | Shree Shiv Chhatrapati Sports Complex, Pune, Indien  | Vietnam          | 3–1 | 3–1      | Vänskapsmatch                           |
| 20 | 14 januari 2011  | Jassim Bin Hamad Stadium, Doha, Qatar                | Bahrain          | 2–4 | 2–5      | Asiatiska mästerskapet 2011             |
| 21 | 18 januari 2011  | Al-Gharafa Stadium, Doha, Qatar                      | Sydkorea         | 1–2 | 1–4      | Asiatiska mästerskapet 2011             |
| 22 | 21 mars 2011     | Petaling Jaya Stadium, Petaling Jaya, Malaysia       | Kinesiska Taipei | 2–0 | 3–0      | Kvalet till AFC Challenge Cup 2012      |
| 23 | 10 juli 2011     | Rasmee Dhandu Stadium, Maldiverna                    | Maldiverna       | 1–0 | 1–1      | Vänskapsmatch                           |
| 24 | 17 juli 2011     | Jassim Bin Hamad, Doha, Qatar                        | Qatar            | 1–0 | 2–1      | Vänskapsmatch                           |
| 25 | 16 november 2011 | Salt Lake Stadium, Kolkata                           | Malaysia         | 3–1 | 3–2      | Vänskapsmatch                           |
| 26 | 3 december 2011  | Jawaharlal Nehru Stadium, New Delhi                  | Afghanistan      | 1–1 | 1–1      | SAFF-mästerskapet 2011                  |
| 27 | 5 december 2011  | Jawaharlal Nehru Stadium, New Delhi                  | Bhutan           | 4–0 | 5–0      | SAFF-mästerskapet 2011                  |
| 28 | 5 december 2011  | Jawaharlal Nehru Stadium, New Delhi                  | Bhutan           | 5–0 | 5–0      | SAFF-mästerskapet 2011                  |
| 29 | 7 december 2011  | Jawaharlal Nehru Stadium, New Delhi                  | Sri Lanka        | 2–0 | 3–0      | SAFF-mästerskapet 2011                  |
| 30 | 9 december 2011  | Jawaharlal Nehru Stadium, New Delhi                  | Maldiverna       | 2–1 | 3–1      | SAFF-mästerskapet 2011                  |
| 31 | 9 december 2011  | Jawaharlal Nehru Stadium, New Delhi                  | Maldiverna       | 3–1 | 3–1      | SAFF-mästerskapet 2011                  |
| 32 | 11 december 2011 | Jawaharlal Nehru Stadium, New Delhi                  | Afghanistan      | 1–0 | 4–0      | SAFF-mästerskapet 2011                  |
| 33 | 22 augusti 2012  | Jawaharlal Nehru Stadium, New Delhi                  | Syrien           | 1–0 | 2–1      | Nehru Cup 2012                          |
| 34 | 25 augusti 2012  | Jawaharlal Nehru Stadium, New Delhi                  | Maldiverna       | 1–0 | 3–0      | Nehru Cup 2012                          |
| 35 | 25 augusti 2012  | Jawaharlal Nehru Stadium, New Delhi                  | Maldiverna       | 3–0 | 3–0      | Nehru Cup 2012                          |
| 36 | 2 september 2012 | Jawaharlal Nehru Stadium, New Delhi                  | Kamerun          | 2–2 | 2–2      | Nehru Cup 2012                          |
| 37 | 4 mars 2013      | Thuwunna Stadium, Rangoon                            | Guam             | 1–0 | 4–0      | Kvalet till AFC Challenge Cup 2014      |
| 38 | 4 mars 2013      | Thuwunna Stadium, Rangoon                            | Guam             | 4–0 | 4–0      | Kvalet till AFC Challenge Cup 2014      |
| 39 | 3 september 2013 | Halchowk Stadium, Katmandu                           | Bangladesh       | 1–1 | 1–1      | SAFF-mästerskapet 2013                  |
| 40 | 15 november 2013 | Kanchenjunga Stadium, Siliguri                       | Filippinerna     | 1–0 | 1–1      | Vänskapsmatch                           |
| 41 | 19 november 2013 | Kanchenjunga Stadium, Siliguri                       | Nepal            | 1–0 | 2–0      | Vänskapsmatch                           |
| 42 | 5 mars 2014      | Fatorda Stadium, Goa                                 | Bangladesh       | 1–0 | 2–2      | Vänskapsmatch                           |
| 43 | 5 mars 2014      | Fatorda Stadium, Goa                                 | Bangladesh       | 2–2 | 2–2      | Vänskapsmatch                           |
| 44 | 6 oktober 2014   | Kanchenjunga Stadium, Siliguri                       | Palestina        | 1–1 | 2–3      | Vänskapsmatch                           |
| 45 | 12 mars 2015     | Indira Gandhi Athletic Stadium, Guwahati             | Nepal            | 1–0 | 2–0      | Kval till VM 2018                       |
| 46 | 12 mars 2015     | Indira Gandhi Athletic Stadium, Guwahati             | Nepal            | 2–0 | 2–0      | Kval till VM 2018                       |
| 47 | 11 juni 2015     | Sree Kanteerava Stadium, Bangalore                   | Oman             | 1–1 | 1–2      | Kval till VM 2018                       |
| 48 | 16 juni 2015     | Guam F.A. National Training Center, Harmon, Guam     | Guam             | 1–2 | 1–2      | Kval till VM 2018                       |
| 49 | 27 december 2015 | Trivandrum International Stadium, Thiruvananthapuram | Nepal            | 2–1 | 4–1      | SAFF-mästerskapet 2015                  |
| 50 | 31 december 2015 | Trivandrum International Stadium, Thiruvananthapuram | Maldiverna       | 1–0 | 3–2      | SAFF-mästerskapet 2015                  |
| 51 | 3 januari 2016   | Trivandrum International Stadium, Thiruvananthapuram | Afghanistan      | 2–1 | 2–1      | SAFF-mästerskapet 2015                  |
| 52 | 6 september 2016 | Mumbai Football Arena, Bombay                        | Puerto Rico      | 2–1 | 4–1      | Vänskapsmatch                           |
| 53 | 22 mars 2017     | Phnom Penh Olympic Stadium, Phnom Penh, Kambodja     | Kambodja         | 1–0 | 3–2      | Vänskapsmatch                           |
| 54 | 28 mars 2017     | Thuwunna Stadium, Rangoon, Myanmar                   | Myanmar          | 1–0 | 1–0      | Kvalet till Asiatiska mästerskapet 2019 |
| 55 | 13 juni 2017     | Sree Kanteerava Stadium, Bangalore                   | Kirgizistan      | 1–0 | 1–0      | Kvalet till Asiatiska mästerskapet 2019 |
| 56 | 11 oktober 2017  | Sree Kanteerava Stadium, Bangalore                   | Macao            | 2–1 | 4–1      | Kvalet till Asiatiska mästerskapet 2019 |
| 57 | 14 november 2017 | Fatorda Stadium, Goa                                 | Myanmar          | 1–1 | 2–2      | Kvalet till Asiatiska mästerskapet 2019 |
| 58 | 1 juni 2018      | Mumbai Football Arena, Bombay                        | Kinesiska Taipei | 1–0 | 5–0      | Intercontinental Cup 2018               |
| 59 | 1 juni 2018      | Mumbai Football Arena, Bombay                        | Kinesiska Taipei | 2–0 | 5–0      | Intercontinental Cup 2018               |
| 60 | 1 juni 2018      | Mumbai Football Arena, Bombay                        | Kinesiska Taipei | 4–0 | 5–0      | Intercontinental Cup 2018               |
| 61 | 4 juni 2018      | Mumbai Football Arena, Bombay                        | Kenya            | 1–0 | 3–0      | Intercontinental Cup 2018               |
| 62 | 4 juni 2018      | Mumbai Football Arena, Bombay                        | Kenya            | 3–0 | 3–0      | Intercontinental Cup 2018               |
| 63 | 7 juni 2018      | Mumbai Football Arena, Bombay                        | Nya Zeeland      | 1–0 | 1–2      | Intercontinental Cup 2018               |
| 64 | 10 juni 2018     | Mumbai Football Arena, Bombay                        | Kenya            | 1–0 | 2–0      | Intercontinental Cup 2018               |
| 65 | 10 juni 2018     | Mumbai Football Arena, Bombay                        | Kenya            | 2–0 | 2–0      | Intercontinental Cup 2018               |
| 66 | 6 januari 2019   | Al Nahyan Stadium, Abu Dhabi, Förenade Arabemiraten  | Thailand         | 1–0 | 4–1      | Asiatiska mästerskapet 2019             |
| 67 | 6 januari 2019   | Al Nahyan Stadium, Abu Dhabi, Förenade Arabemiraten  | Thailand         | 2–1 | 4–1      | Asiatiska mästerskapet 2019             |
| 68 | 5 juni 2019      | Chang Arena, Buri Ram, Thailand                      | Curaçao          | 1–2 | 1–3      | King's Cup 2019                         |
| 69 | 7 juli 2019      | The Arena, Ahmedabad                                 | Tadzjikistan     | 1–0 | 2–4      | Intercontinental Cup 2019               |
| 70 | 7 juli 2019      | The Arena, Ahmedabad                                 | Tadzjikistan     | 2–0 | 2–4      | Intercontinental Cup 2019               |
| 71 | 13 juli 2019     | The Arena, Ahmedabad                                 | Nordkorea        | 2–4 | 2–5      | Intercontinental Cup 2019               |
| 72 | 5 september 2019 | Indira Gandhi Athletic Stadium, Guwahati             | Oman             | 1–0 | 2–0      | Kval till VM 2022                       |